# Blackburnium pauperculum
Blackburnium pauperculum är en skalbaggsart som beskrevs av Henry Fuller Howden 1979. Blackburnium pauperculum ingår i släktet Blackburnium och familjen Bolboceratidae. Inga underarter finns listade.